# Завод сульфатної кислоти в Каланьясі
Завод сульфатної кислоти в Каланьясі – колишній виробничий майданчик на півдні Іспанії, у провінції Уельва.
Завод ввела в дію у 1984 році державна компанія Empresa Nacional Minas de Almagrera, що опікувалась проектом рудника Сотіель-Коронада. Належна до останнього збагачувальна фабрика окрім товарних концентратів (мідного, свинцевого та цинкового) також продукувала великі обсяги піритів. Завод кислоти спалював частину піритів в печі фінської компанії Outotec продуктивністю 725 тонн на добу з наступним продукуванням сульфатної кислоти в обсягах до 900 тонн на добу.
Кислота могла споживатись на цьому ж майданчику для виробництва сульфату міді (мідного купоросу).
В 1996-му гірничодобувний комплекс придбала ірландська компанія Navar Ressources, яка вже у 2001-му була вимушена зупинити його через збитковість діяльності. Хоча в середині 2010-х Сотіель-Коронада знову ввели в експлуатацію, проте це не призвело до відновлення діяльності заводу кислоти (на той час по всьому світу вже перейшли на більш сучасний технологічний процес, що передбачав заміну спалювання піритів на спалювання сірки, яку, з огляду на посилення екологічних вимог, у все зростаючих обсягах отримували під час очистки вуглеводнів).